# أبو الحجاج يوسف الأول
أبو الحجاج يوسف الأول (1318 - 1354) هو أبو الحجاج يوسف المؤيد بالله بن إسماعيل الغالب باللَّه بن فرج بن إسماعيل بن يوسف بن نصر. من بني نصر أو بني الأحمر المنحدرة من قبيلة الخزرج القحطانية، حكم مملكة غرناطة في الأندلس بين عامي (1333 - 1354).
تولى الإمارة بعد مقتل أخيه السلطان محمد الرابع في يوم الأربعاء 13 ذي الحجة 733 هـ (الموافق 25 أغسطس 1333م) ولم تكن سنه يومئذ قد تجاوزت 16 عاما.وقتل من شارك بقتل أخيه عام 733 للهجرة واستدعى السلطـان أبـو الحجـاج السلطان أبا الحسن ملك المغرب وأنجده وقاتل الأسبان معه ثم عاد السلطان أبو الحسن عام 741 للهجرة بكافة أهل المغرب لنصرة أهل الأندلس وسلطانها أبو الحجاج فنزل مدينة طريف بالأندلس وزحف إليه ملك إسبانيا وأنهزم فيها المسلمون وقتل الكثير منهم وهلك فيها نساء السلطان وفسطاطة من معسكره وكان يوم عظيم على أهل الأندلس وتغلب ملك الأسبان على القلعة ثغر غرناطة ونزل الجزيرة الخضراء (إسبانيا) وأخذها صلحـا عام 743 للهجرة ولم يزل السلطان أبو الحجاج في سلطانه إلى أن قتل سنة 755 للهجرة حيث طعن فـي سجـوده أثناء صلاة العيـد.

## نسبه وولادته
هو سابع ملوك بني الأحمر « يوسف بن إسماعيل بن فرج بن إسماعيل بن يوسف بن محمد بن أحمد بن محمد بن خميس بن نصر بن قيس بن سعد بن عبادة الخزرجي الأنصاري » فهو بهذا يتصل نسبه بأمير الخزرج سعد بن عبادة من سادة الأنصار بالمدينة.
يكنى السلطان ب « أبي الحجاج » كما يعرف ب « أمير المسلمين »، وهو اللقب الملكي الذي غلب على سلاطين بني نصر، منذ اعتلى عرش غرناطة مؤسس دولتهم محمد الأول بن الأحمر )635 ـ 671هـ ـ 1238 ـ 1272م (، كما عرف ب « الغالب بالله » .
ولد أبو الحجاج بقصر الحمراء بغرناطة في الثامن والعشرين من ربيع الثاني عام 718 هجرية / 28 يونيو 1318م .
أمه تدعى « بهارا النصرانية » ، حظية والده السلطان أبي الوليد إسماعيل الأول (713 ـ 725 هـ / 1314 ـ 1325م) .
وكان قد استولدها فأنجبت يوسف هذا، أما اخوته محمد، وفرج، وفاطمة، ومريم فمن الحظية « علوة »، وأما إسماعيل فمن الحظية قمر .

## صفاته ونشأته وثقافته
يذكر صفات السلطان يوسف معاصره ووزيره لسان الدين بن الخطيب، فيذكر أنه: « كان أبيض، أزهر، أيدا، مليح، جميل الصفات، براق الثنايا، أنجل رجل الشعر أسوده، كث اللحية، وسيما، عذب الكلام، يفضل الناس بحسن المرأى وجمال الهيئة، كما يفضلهم مقاما ورتبة، وافر العقل، كثير الهيبة إلى ثقوب الذهن، وبعد الغور، والتفطن للمعارضين، والتبريز في كثير من الصنائع العلمية، مائلا إلى الهدنة، مزجها للأمور، كلفا بالمباني والأثواب، جماعة للحلي والذخيرة، مستميلا لمعاصريه من الملوك .
ولد أبو الحجاج بعد ولاية أبيه للحكم بنحو خمس سنوات، وتوفي والده في رجب 725 هـ (يونيه 1325م) ولم يكن الابن قد تجاوز بعد سبع سنوات، فكلفته جدته أم أبيه السيدة الحرة الجليلة فاطمة بنت أمير المسلمين أبو عبد الله محمد الثالث الغالب بالله، وكانت صاحبة خبرة لطول تجاربها في القصر النصري، فهي « واسطة العقد، وفخر الحرم، البعيدة الشأن في العز والحرمة وصلة الرحم، وذكر التراث، واتصلت حياتها ملتمسة الرأي، برنامجا للفوائد، وتاريخا للأنساب فاستقى حفيدها أبو الحجاج من خبرتها، وتزود بالجم من حكمتها، لاسيما وأنها بقيت إلى جانبه فترة ليست بالقصيرة، فقد عاصرته طفلا يحبو، ثم فتى يافعا، ثم سلطانا كبيرا، حتى توفيت في عنفوان شبابه عام 749 هـ / 1348 م مواصلات برها، ملتمسا دعاءها، مستفيدا بتجربتها وتاريخها، مباشرا مواراتها بمقبرة الجنان، داخل الحمراء، سحر يوم الأحد السابع لذي الحجة 749 هـ، وكان عمرها يومئذ قد نيف على التسعين عاما .
كان السلطان أبو الوليد إسماعيل الأول والد السلطان يوسف قد وكل تربية أبنائه لنخبة من رجال العلم والرأي والإدارة، أشرفوا على هؤلاء الأمراء في حل وترحال، فبرز أبو الحجاج من بين إخوته الملك الفنان الشاعر، والسياسي الهادئ الوقور، وانعكست توجيهات مؤدبيه على ميوله السلمي من جانب، وعلى ما خلعه على العمارة الأندلسية من نفسيته الشاعره من جانب آخر، بما أضفاه على آثار أسلافه، من ذوق فني له روعته وسحره وجماله. كذلك حبه للعلم وتقريبه العلماء، وكلفه بالآداب والفنون، الذي تجلى فيما قام به من منشات ثقافية، ورعاية للقائمين بالأمر في هذا الميدان .
وهكذا تأثر أبو الحجاج بخلاصة من المربيين العلماء، والمحنكين من رجالات السياسة، أمثال الحاجب أبي النعيم رضوان، والشيخ الرئيس أبي الحسن علي بن الجياب، والمؤرخ لسان الدين ابن الخطيب، وغيرهم ممن حفل بهم بلاط والده أبي الوليد إسماعيل الأول (713 ـ 725 هـ / 1313 ـ 1324م) ثم بلاط شقيقه السلطان أبو عبد الله محمد الرابع (725 ـ 733 هـ / 1324 ـ 1333 م) .

## العلم والفن والادب بعهده
ويتمثل ذلك فيما قام بتشييده في مجال المعمار الهندسي، وخاصة ما أضفاه على أجنحة قصر الحمراء مثل باب الشريعة وبهو السفراء والحمامات السلطانية، وماتزال حتى يومنا هذا شاهد صدق على الروح السامية، المنطلقة في آفاق الجمال لما انفرد به هذا القصر الخالد من زخارف خطية، ونقوش ذات هندسة إبداعية، في سحر أخاذ .
ويتضح من هذا تشجيع أبي الحجاج للحركة العلمية وتشييده المدارس الثقافية، وفي مقدمتها جامعة غرناطة أو « المدرسة اليوسفية » ، وذلك على يد حاجبه أبي النعيم رضوان النصري عام 750 هـ / 1349م، ثم ما كان من رصد الأوقاف المغلة عليها، رغبة منه في إعلاء شأنها، ومساعدة روادها من العلماء والطلاب على أن يردوا منهل العلم في يسر ورخاء، حتى لقد كانت جامعة غرناطة تحاول استعادة مكانة جامعة قرطبة الأموية .
افسح الملك الأديب المجال في بلاطه لجهابذة العلم والأدب، ويأخذ بيدهم إلى منصب رئاسة الديوان أو الوزارة، مقربا أياهم في مجلسه، باذلا المنح على المميزين منهم في شتى المناسبات، حتى لهجت ألسنتهم بذكره، وتناولته أقلامهم بالحمد والثناء .
وبالجملة، فقد بلغت الحركة الفكرية والأدبية ذروة ازدهارها في مملكة غرناطة بعصر السلطان أبي الحجاج يوسف الأول .
برز من أقطاب المعرفة والكتابة والشعر في هذه الفترة عدد جم، أمثال لسان الدين بن الخطيب، وابن الجياب الغرناطي، وابن زمرك، صاحب القصائد المنقوشة في أبهاء الحمراء، وابن الحكيم الرندي، وابن خاتمة الأنصاري، وغيرهم .
فقد كانت الحركة الفكرية الأدبية بالأندلس خلال المائتين والخمسين عاما التي عاشتها مملكة غرناطة قد مرت بأطوار ثلاثة: طور التكوين، وطور النضوج، وطور الانحلال، فإن عصر السلطان أبي الحجاج يمثل الطور الثاني، الذي أشرق أبان عصر شقيقه قبله السلطان محمد الرابع، وبقي إلى عصر ابنه من بعده السلطان أبو عبد الله محمد الخامس الغني بالله (755 ـ 760 هـ / 1354 ـ 1359( ثم )762 ـ 793 هـ / 1361 ـ 1392م).
ويعتبر يوسف الأول رائد هذه النهضة الأدبية التي سادت الأندلس يومئذ، فقد رعى روادها من الأدباء والشعراء والكتاب .
فقد تحدث عن أبي الحجاج ـ كشاعر وأديب ـ كل من وزيره ابن الخطيب في بعض مؤلفاته الأدبية كالإحاطة في أخبار غرناطة والمؤرخ ابن حجر العسقلاني، في كتابه « الدور الكامنة، في أعيان الثامنة » .
وقال القاضي شهاب الدين بن فضل الأندلسي عن أبي الحجاج « أن له يدا في الموشحات التي لم تقتصر انتشارها على المحترفين من أهل الأندلس فحسب، بل تعداه إلى ملوكهم، فتعاطوه أيضا، حتى طبقت للأندلس في هذا شهرة فاقت شهرة غيرهم .

## علاقاتة الخارجية
لم تكن علاقة غرناطة بالممالك النصرانية الإسبانية تتسم بالصفاء، تبعا لمخطط النصاري في حروب الاسترداد La Riconquista المعروفة، وكان معاصره على مملكة قشتالة يومئذ ألفونسو الحادي عشر )1312 ـ 1350م( الذي عول على الإجهاز على آخر معاقل المسلمين أملا منه أن تسقط غرناطة نفسها على يديه فيتوج تلك الحروب التي بدأها أسلافه مع العرب الفاتحين، وعرف يوسف الأول نوايا معاصره القشتالي، فاستنجد كسابقيه من أمراء الأندلس بالمغرب، الذي كان يحكمه السلطان أبو الحسن المريني )697 ـ 753هـ( فأيده بجيش عظيم، عقد عليه لولده الأمير أبي مالك، وكان الأمير يبلغ ذروة انتصاراته في أراضي النصارى يومئذ، لولا أن هؤلاء كانوا قد أعدوا له كمينا، وفاجأوه فقضوا عليه وعلى كثير من حراسه، وعادت بقايا الجيش العربي إلى مواقعها الأندلسية، ولكن ما كادت تبلغ السلطان أبا الحسن مأساة ولده حتى بادر بإرسال جيش أعظم وأقوى، قبض له الظفر على الجيوش الإسبانية، بيد أنه لم تكن هذه المعركة حدا فاصلا بين الفريقين، إذ ما لبث الأسبان أن خاضوا ضد المغاربة والأندلسيين ـ بعدئذ ـ المعركة العظمى معركة طريف ( أو معركة سالادو Batalla de salado 7 جمادى الأخرى 741 هـ )30 أكتوبر عام 1340م(، تلك المعركة التي يؤرخ بها الأسبان لانتصاراتهم في حروب الاسترداد، فقد أحرزوا فيها انتصارا ساحقا، بفضل خدعة حربية محكمة، سقطت على أثرها كل من طريف والجزيرة الخضراء وقلعة بني سعيد، واستولى الأسبان عقب المعركة على علم المقاتلين المغاربة، وما زال حتى اليوم في كنيسة طليطلة العظمى، وقد نجا السلطان أبو الحسن من الموت بأعجوبة، ولحق أبو الحجاج بغرناطة على رأس فلول الجيش الأندلسي .
وبذلك انكسرت شوكة بني مرين تجاه الأسبان أثر هذه المعركة، ولم يتسن للمغرب بعدها أن يعود إلى الأندلس أرض الجهاد مرة أخرى، كما أن سلطان غرناطة أثر بعدئذ مهادنة جيرانه النصارى، فلم تقع بينه وبينهم وقائع حربية تذكر، وذلك حتى نهاية حكمه ووفاته .

## إصلاحاته
يشيد المؤرخون المعاصرون بعصر أبي الحجاج، فقد ابتنى المصانع في كثير من مدن الأندلس كان بعضها قائما للصناعات المحلية، والبعض للاحتياجات الحربية. ففي مدينة المرية ذات المرفأ الحربي الهام ـ كانت تقوم « دار الصناعة » هذا إلى جانب صناعة الحرير التي اشتهرت بها المدينة، بالإضافة إلى صناعة الحديد والنحاس والزجاج، لما عرفت به أجوازها من وفرة المعادن والخامات .
كذلك اشتهرت مدينة مالقة بصناعة الفخار الذهب العجيب، والثياب الموشاة بالخيوط الذهبية، تصدر من هذا كله كميات وافرة إلى الخارج، حسبما يروي ابن بطوطة في رحلته حيث زار الأندلس على عصر السلطان يوسف الأول .
وقد قام يوسف الأول بإنشاء بعض القلاع والحصون، وأخصها حصن الببول قرب مدينة بسطة، كما جدد ما كان قائما منها، كحصن جبل فارة بمالقة، المطل من أعلا الجبل على البحر المتوسط، وإلى هذا السلطان يرجع الفضل أيضا في تشييد السور الأعظم حول ربض البيازين، الذي ما تزال بقية منه قائمة حتى اليوم خارج غرناطة، ولا سيما في الجهة الشمالية الغربية، تحصينا للعاصمة، وسدا دفاعيا عنها .
وينوه ابن الخطيب مؤرخ العصر بتلك المنشئات الحربية فيقول: « وبنى أبو الحجاج من الأبراج المنيعة في مثالم الثغور وروابي مطالعها المنذرة، ما ينيف على أربعين برجا، فهي ماثلة كالنجوم، ما بين البحر الشرقي الأبيض المتوسط من ثغر البيرة إلى الأحواز الغربية » .
أما الزراعة والتجارة في عصر يوسف فقد بلغت شأوا عظيما، وكانت لغرناطة علاقات تجارية بكثير من الدول، وفي كتاب ابن الخطيب - معيار الاختيار في وصف المعاهد والديار - إشاد بالرخاء الذي عم الأندلس على عهد هذا الملك خاصة .

## الوباء الهائل
في عصر السلطان يوسف الأول حدث وباء خطير ومروع ، اجتاح منطقة حوض البحر المتوسط يومئذ (749 ـ 750 هـ / 1347 ـ 1348م) فقد سقطت جمهرة عظيمة من الأندلسيين بسببه. في مقدمتهم المشاهير من رجالات السياسة والأدب والعلم، أمثال الرئيس أبي الحسن علي بن الجياب، رئيس ديوان الإنشاء في بلاط أبي الحجاج هذا، وقاضي الجماعة الشيخ أحمد بن برطال في هذا العهد أيضا، الذي تحدث عنه ابن الخطيب في إحاطته، ذاكرا أنه « توفي ـ رحمه الله، وعفا عنه ـ أيام الطاعون الغريب بمالقة، في منتصف ليلة الجمعة خامس صفر من عام خمسين وسبعمائة (14 يناير عام 1349)، وخرجت جنازته في اليوم التالي لوفاته، في ركب من الأموات يناهز الآلف، وينيف بمائتين، واستمر ذلك مدة .
وقد أرخ الوزير المعاصر لسان الدين ابن الخطيب لهذه الكارثة، وكتب عنها رسالة خاصة، أسماها: « مقنعة السائل عن المرض الهائل »، وصف فيها ظهور المرض وملابساته، وكيف انتشر بصورة مروعة على أوسع نطاق بالبلاد الأندلسية، كما تحدث عن عوارض هذا الوباء، وسبل التوقي منه، وكيفية علاجه، وأنهى الرسالة بدعاء واستغاثة بالله من شره .
وتحدث عن هذا المرض شاعر المرية أحمد بن علي بن محمد ابن خاتمة الأنصاري 724 ـ 770هـ ـ بعد أن عصف الوباء نفسه بثغر المرية في رسالة خاصة، أسماها: « تحصيل غرض القاصد، في تفضيل المرض الوافد .

## وفاته
قضى السلطان أبو الحجاج يوسف الأول يوم العيد الأصغر في مسجد الحمراء بيد مخبول ومجهول ، عاجله بطعنة نافذة، بعد أن هجم عليه وهو ساجد، أثناء أدائه سنة عيد الفطر من عام 755 هـ / 19 أكتوبر عام 1354م، ولم يتجاوز عمره السابعة والثلاثين إلا بأشهر قلائل .

## أولاده
كان له من الأبناء محمد وعائشة من حظيته بثينة وإسماعيل وقيس وفاطمة ومؤمنة وخديجة وشمس وزينب من حظيته مريم، وأكبر الذكور محمد، يليه إسماعيل، وأصغرهم قيس .
وقد تولى الملك من الأبناء فور مصرع أبي الحجاج كبيرهم محمد الخامس المكنى بأبي عبد الله، والمعروف بالغني بالله، وذلك حتى عام 760 هـ (1359م) ثم ثار عليه أخوه إسماعيل الثاني، الذي استرد محمد الخامس ملكه من جديد، وبقي متربعا على العرش حتى توفي عام 793 هـ (1392م) .
أما قيس أصغر أولاد السلطان يوسف الأول فقد مات مقتولا .